# Ернен-Кая
Еркян-Кая, Ернен-Кая — гора в Криму у складі Демерджі-яйли. Конічна оголена вершина з поодинокими деревами; схили терасовані, на південь обривається скельною ребристою стіною Юркині скелі до верхів'їв річки Сотера.